# Oktahemioktaeder
| Oktahemioktaeder                   | Oktahemioktaeder                                    |
| ---------------------------------- | --------------------------------------------------- |
|                                    |                                                     |
| Vrsta                              | uniformni zvezdni polieder                          |
| Elementi                           | F = 12, E = 24, V =12 ({\displaystyle \chi \,} = 0) |
| Stranske ploskve po stranicah      | 8{3}+4{6}                                           |
| Wythoffov simbol                   | 3/2 3 \| 3                                          |
| Simetrijska grupa                  | Oh, [4,3], * 432 Td, [3,3], * 332                   |
| Bowerjeva okrajšava                | Oho                                                 |
| Sklici                             | U03, C37, W68                                       |
| Oktahemioktakron (dualni polieder) | 3.6.3/2.6 slika oglišč                              |

Oktahemioktaeder je nekonveksni uniformni polieder z oznako (indeksom) U3. Njegova slika oglišč je križni štirikotnik. Je eden izmed hemipoliedrov s štirimi šestkotnimi stranskimi ploskvami, ki potekajo skozi središče modela.

## Sorodni poliedri
Ima enako razvrstitev oglišč in robov kot kubooktaeder, ki ima skupne trikotne stranske ploskve ter kubohemioktaeder, ki pa ima šestkotne skupne stranske ploskve.
| kubooktaeder | kubohemioktaeder | oktahemioktaeder |

Ima tetraedrsko simetrijo, ki je orientabilna

## Orientabilnost
Telo je kot edini hemipolieder orientabilen in je tudi edini polieder z Eulerjevo karakteristiko enako nič, topološko pomeni torus.
| Topološka mraža stranskih ploskev se lahko uredi kot romb, ki je radeljen na osem trikotnikov in štiri šestkotnike. Na vseh ogliščih so kotni primanjkljaji enaki nič. | Mreža predstavlja ravnino triheksagonalnega tlakovanja z Wythoffovim simbolom 3 3 \| 3 in Coxeter-Dynkinovim diagramom . |